# فابیو مارسکا
فابیو مارسکا (ایتالیایی: Fabio Maresca؛ زادهٔ ۱۲ آوریل ۱۹۸۱) داور فوتبال اهل ایتالیا است. او از سال ۲۰۲۰ در فهرست داوران فیفا قرار گرفته و به‌عنوان داور رده اول یوفا نیز رتبه‌بندی شده است.

## حرفه داوری
مارسکا اولین قضاوت بین‌المللی خود را در بازی دوستانه میان تیم ملی فوتبال ایرلند و  تیم ملی فوتبال فنلاند در تاریخ ۶ سپتامبر ۲۰۲۰ انجام داد.
او در تاریخ ۱۶ ژانویه ۲۰۲۲ برای قضاوت در سوپرجام فوتبال ایتالیا ۲۰۲۲ بین اینترمیلان و آ.ث میلان انتخاب شد. همچنین مارسکا فینال جام حذفی فوتبال ایتالیا ۲۰۲۴ در تاریخ ۱۵ مهٔ ۲۰۲۴ را هم قضاوت کرده است.